# Paul Scheffer (journaliste)
Pour l’article homonyme, voir Paul Scheffer.
Paul Scheffer (né le 11 octobre 1883 à Kaldau/Kołdowo, province de Prusse-Occidentale, et mort le 20 février 1963 à White River Junction, Vermont) est un philosophe et journaliste allemand.

## Biographie
Scheffer est le correspondant en Russie soviétique du Berliner Tageblatt depuis 1919, puis succède en avril 1934 comme rédacteur en chef à Theodor Wolff, licencié en 1933. Fin 1936 il émigre d'Allemagne en Asie, puis aux États-Unis. Il y rédige en 1939, pour son ami Adam von Trott zu Solz, un mémorandum secret à destination de Franklin D. Roosevelt. Il devient le correspondant étranger de l'hebdomadaire Das Reich qui paraît à partir de mai 1940.